# Julius Drake
Julius Drake (Londen, 1959) is een Engelse pianist en vooral bekend als liedbegeleider.

## Loopbaan en werken
Drake volgde zijn opleiding onder andere aan de Royal College of Music waar hij inmiddels zelf docent is. Hij is sinds 2010 tevens docent aan de Universiteit van Graz.
Drakes opnames zijn meermalen bekroond. Hij is momenteel (2013) bezig aan een integrale opname van de liederen van Franz Liszt voor Hyperion.

## Discografie (selectie)
- Tchaikovsky: Romances met Christianne Stotijn (Onyx, 2009)
- Ravel: Songs met Gerald Finley (Hyperion, 2009)
- Lorraine Hunt Lieberson live at Wigmore Hall (2008)
- Gerald Finley live at Wigmore Hall (2008)
- Schumann: Dichterliebe and other Heine settings (Hyperion, 2008)
- Grieg: Songs met Katarina Karneus (Hyperion, 2008)
- Ives: Songs (vol. 11), Romanzo di Central Park met Gerald Finley (Hyperion, 2008)
- Barber: Songs met Gerald Finley (Hyperion, 2007)
- Christopher Maltman live at Wigmore Hall (2007)
- Pasión! met Joyce diDonato (Eloquentia, 2007)
- Gustav Mahler: Urlicht (lieder) met Christianne Stotijn (Onyx, 2006)
- Songs of Venice met Joyce diDonato (Wigmore Hall, 2006)
- Voyage à Paris met Lynne Dawson (Berlin Classics, 2005)
- Schubert: 25 Lieder met Ian Bostridge (EMI Classics, 2005)
- French Song met Ian Bostridge (EMI Classics, 2005)
- Alice Coote - songs (EMI Classics, 2003)
- Shostakovich: Sonatas met Annette Batorldi (Naxos, 2003)
- Britten : Canticles & Folksongs metIan Bostridge (Virgin Classics, 2002)
- The English Songbook met Ian Bostridge (EMI Classics, 2002)
- Sibelius: Songs met Katarina Karneus (Hyperion, 2002)
- Ivor Gurney: Seaven Meadows with Paul Agnew (Hyperion, 2001)
- Schubert: Lieder volume II with Ian Bostridge (EMI Classics, 2001)
- Henze: Songs met Ian Bostridge (EMI Classics, 2001)
- Schumann: Lieder met Sophie Daneman (EMI Classics, 2001)
- Schumann: Liederkreis & Dichterliebe etc. met Ian Bostridge (EMI Classics, 1998)